# Новоіванівка (Глушковський район)
Новоіванівка (рос. Новоивановка) — селище в Глушковському районі Курської області Російської Федерації.
Населення становить 209 осіб. Входить до складу муніципального утворення Кульбакинська сільрада.

## Історія
Населений пункт розташований на території українського етнічного та культурного краю Східна Слобожанщина.
Від 2004 року входить до складу муніципального утворення Кульбакинська сільрада.

## Населення
| 2002 | 2010 |
| ---- | ---- |
| 271  | ↘209 |